# Liste der Monuments historiques in Dietwiller
Die Liste der Monuments historiques in Dietwiller führt die Monuments historiques in der französischen Gemeinde Dietwiller auf.

## Liste der Bauwerke
| Bezeichnung | Beschreibung                                                                               | Standort               | Kennzeichnung | Schutzstatus | Datum | Bild           |
| ----------- | ------------------------------------------------------------------------------------------ | ---------------------- | ------------- | ------------ | ----- | -------------- |
| Kirchturm   | Chorturm der abgebrochenen Pfarrkirche St-Nicolas, bezeichnet 1493; heute Friedhofskapelle | Rue de l’Eglise (Lage) | PA00085410    | Inscrit      | 1937  | weitere Bilder |

## Liste der Objekte
| Bezeichnung               | Beschreibung                          | Standort                       | Kennzeichnung | Schutzstatus | Datum | Bild |
| ------------------------- | ------------------------------------- | ------------------------------ | ------------- | ------------ | ----- | ---- |
| Kruzifix                  | Holz, farbig gefasst, 17. Jahrhundert | in der Friedhofskapelle (Lage) | PM68001517    | Inscrit      | 1995  |      |
| Skulptur Madonna mit Kind | Holz, farbig gefasst, 18. Jahrhundert | in der Friedhofskapelle (Lage) | PM68001518    | Inscrit      | 1995  |      |